# باچهار
باچهار (به لاتین: Bachhar) یک روستا در بنگلادش است که در استان باریسال و در ناحیه باریسال واقع شده است.